# MM (società di ingegneria)
MM S.p.A. è una società italiana a controllo pubblico, fondata nel 1955 per progettare e realizzare la metropolitana di Milano.
MM ha successivamente assunto anche la gestione del servizio idrico integrato (dal 2003) e di parte delle case popolari (dal 2014) della città di Milano.

## Descrizione
MM S.p.A. è una società per azioni controllata interamente dal Comune di Milano. Creata il 6 ottobre 1955 su principale iniziativa dell'allora assessore del lavori pubblici del Comune di Milano Agostino Giambelli, per progettare e realizzare linee di metropolitana a Milano, è divenuta leader in Italia nel settore dell'ingegneria civile, degli impianti e delle linee metropolitane, tranviarie e ferroviarie, urbane ed extraurbane.
MM S.p.A. ha realizzato chiavi in mano l'intera rete metropolitana del capoluogo lombardo con le sue 134 stazioni e le cinque linee, per uno sviluppo complessivo di oltre 111,8 km.
La società è organizzata nelle cinque divisioni Ingegneria, Servizio idrico, Casa, Facility e Verde.
Amministratore Delegato è Francesco Mascolo. La società è presieduta da Simone Dragone, succeduto a Davide Corritore nel giugno del 2019.

## Cronistoria
| Cronistoria di MM Spa |
| --- |
| - 6 ottobre 1955: MM nasce come Metropolitana Milanese, società di ingegneria interamente di proprietà del Comune di Milano per la realizzazione della rete metropolitana della città. - 1 novembre 1964: inaugura la linea metropolitana rossa M1, per la quale ha seguito la progettazione e la fase realizzativa della linea, era stazione appaltante, ha curato la Direzione Lavori e i collaudi. - 27 settembre 1969: apre la linea metropolitana verde M2, per la quale ha seguito la progettazione e la fase realizzativa della linea, era stazione appaltante, ha curato la Direzione Lavori e i collaudi. - 3 maggio 1990: inaugura la linea metropolitana gialla M3. MM ne ha seguito la progettazione e la fase realizzativa, era stazione appaltante, ha curato la Direzione Lavori e i collaudi. - 21 dicembre 1997: realizza e inaugura la prima tratta del Passante Ferroviario. MM ha progettato e realizzato la tratta urbana, lunga circa 10 km, con 6 stazioni sotterranee e 1 in superficie. - 2003: il Comune di Milano affida a MM la gestione del Servizio Idrico Integrato della città, dal prelievo dell’acqua in falda alla potabilizzazione e controllo di qualità fino alla restituzione della risorsa idrica in ambiente e all’agricoltura. - 10 febbraio 2013: inaugura la linea metropolitana lilla M5, di cui ha curato lo studio di fattibilità e il progetto preliminare dell’intera linea, oltre che il progetto definitivo della tratta Garibaldi-San Siro. Inoltre, ha svolto funzione di alta sorveglianza sull’esecuzione dei lavori svolti da Metro5 Spa. - 2014: inizia a occuparsi della gestione e ammodernamento dell’Edilizia Residenziale Pubblica, curando le attività amministrative, contabili e tecnico-legali, i rapporti con l’utenza, la manutenzione ordinaria e straordinaria, la tutela del patrimonio e le attività propedeutiche all’assegnazione degli alloggi. - 2015: accompagna le fasi di sviluppo di Expo 2015 a partire dalla progettazione delle principali opere di urbanizzazione, dalla direzione lavori e coordinamento della Sicurezza durante l’esecuzione degli interventi, fino al disallestimento. - 4 luglio 2018: inaugura la Centrale dell’Acqua di Milano, il Museo di Impresa dell’azienda, uno spazio aperto al pubblico dedicato ai temi dell’acqua. - 2019: inizia a seguire alcune attività di gestione e manutenzione del patrimonio del Comune di Milano direttamente sul campo, tra cui il patrimonio di edilizia scolastica e gli impianti di sollevamento al servizio dei sottopassi stradali. - 2020: prende in carico la manutenzione ordinaria degli impianti sportivi di proprietà del Comune di Milano e affidati in gestione a Milanosport. - 2021: prende in carico la gestione del patrimonio comunale di edilizia scolastica per i successivi 25 anni, oltre alla cura e manutenzione diretta del verde di pertinenza del patrimonio ERP del Comune di Milano. - 2022: assume la gestione del patrimonio di Edilizia Residenziale Pubblica di proprietà del Comune di Bergamo, svolgendo attività di conduzione amministrativa del patrimonio e di manutenzione degli immobili. - 26 novembre 2022: inaugura la prima tratta della linea metropolitana blu M4, di cui ha curato la Direzione Lavori, la progettazione preliminare e definitiva, il Coordinamento della Sicurezza in Fase di Esecuzione e l'attività di comunicazione/informazione alla cittadinanza circa lo stato di avanzamento dei lavori. - agosto 2023: vince la gara internazionale per la realizzazione del progetto della Linea 1 della metropolitana di Tel Aviv. - 3 novembre 2023: attiva la Vasca di Laminazione del Seveso. - 1 giugno 2024: apre l'area verde che circonda la vasca di laminazione del Seveso, un parco alberato di 12mila metri quadri con pista ciclabile inserito nel Parco Nord Milano. |

## Sedi
MM, grazie alle sue competenze di ingegneria, è presente nei mercati italiani e internazionali. Nel settembre 2021, a valle dell’acquisizione di importanti progetti nell’ambito delle linee metropolitane di Chennai e Mumbai (Progetto di Dettaglio della Metro Linea 6 di Mumbai e Progetto di Dettaglio della Metro Linea 4 e 5 di Chennai) è stata costituita la Branch India. Oggi la Branch India si occupa, con la Branch Dubai, dello sviluppo commerciale nell’area del Sud-est asiatico.
- Italia
  - Milano: Sede Operativa.
  - Napoli: Sede Operativa.
- Israele
  - Tel Aviv: Branch.
- Emirati Arabi Uniti
  - Dubai: Branch.
- India
  - Chennai: Branch.
- Colombia
  - Bogotà: Sucursal.